# Памятка (железнодорожный разъезд, Аркадакский район)
Памятка — железнодорожный разъезд в Аркадакском районе Саратовской области России. Входит в Семёновское сельское поселение.

## География
Находится на расстоянии примерно 2 километров по прямой на юго-восток от села Памятка на железнодорожной линии Аркадак-Балашов в 18 километрах по прямой на юго-запад от районного центра города Аркадак. 

## История
Населенный пункт не был учтен в переписях  как в 2002 году,  так и в 2010. На территории разъезда нет зданий и сооружений. Фактически населенный пункт представляет собой урочище.